# Beli topol
Beli topol (znanstveno ime Populus alba) je listopadno drevo iz družine vrbovk.

## Opis
Beli topol je do 30 metrov visoko drevo z ravnim deblom, ki je pokrito s sivo do sivkasto zeleno skorjo, ki je pri odraslih drevesih razpokana. Listi so jajčasti ali elipsasti in so polno razviti topo ali redko nazobčani. Mladi listi so trikotno ali dlanasto deljeni. Po zgornji strani so temno zelene barve, na spodnji pa sive barve. 
Moški cvetovi so dolge, valjaste in viseče mačice s 7 do 10 prašniki in sprva škrlatne, kasneje pa rumene prašnice, ženski pa so krajši in imajo rdeče brazde. Iz ženskih cvetov se razvijejo gladki glavičasti plodovi.
Les je mehak in se uporablja za izdelavo pohištva in zabojev.

## Razširjenost
Beli topol je razširjen v srednji in južni Evropi vse do zahodne Azije in v Severni Afriki. Uspeva na apnenčastih tleh in je odporen na sušo.
Razširja se s semeni, potaknjenci in s stranskimi koreninskimi poganjki.